# Walenty Dominik

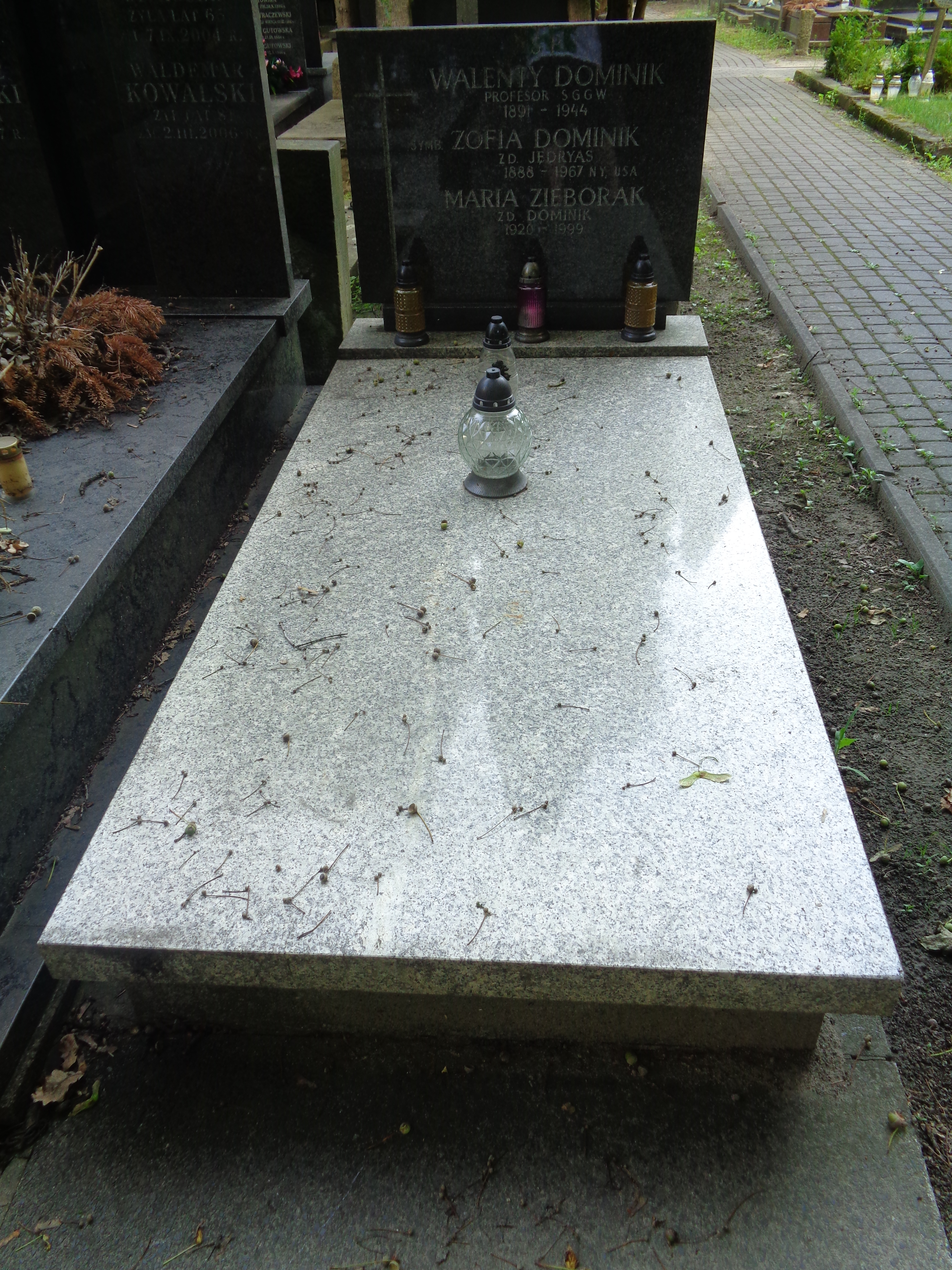
Nagrobek Walentego Dominika na Cmentarzu Powązkowskim

Walenty Dominik (ur. 2 lutego 1891 w Dobczycach, zm. 14 stycznia 1944 w Warszawie) – chemik, profesor i dziekan Wydziału Leśnego SGGW.

## Życiorys
Syn Jana i Teresy ze Stochów, brat Józefa Dominika. Po ukończeniu gimnazjum w Krakowie (w roku 1909) podjął studia na Wydziale Filozoficznym Uniwersytetu Jagiellońskiego. Po dwóch latach przeniósł się na Wydział Chemiczny Politechniki Lwowskiej, który ukończył tuż przed wybuchem I wojny światowej. Powołany na stanowisko asystenta przez profesora Ignacego Mościckiego, w roku 1917 obronił pracę doktorską pod tytułem O potencjałach elektrochemicznych amalgamatów sodu i potasu. Była to siódma praca doktorska w działalności tej lwowskiej uczelni. W latach 1918–1919 uczestniczył w obronie Lwowa. Od jesieni 1919 do końca 1922 pracował w fabryce AZOT w Jaworznie na stanowisku naczelnego chemika. Od stycznia 1923 kierował fabryką firmy POTAS uruchamiając produkcję żelazicyjanku potasu. Organizował i prowadził fabrykę chemiczną w Kwaczale i Krzeszowicach oraz był doradcą powstającej fabryki związków azotowych w Mościcach. W roku 1923 został powołany na stanowisko profesora w Katedrze Chemii Nieorganicznej SGGW, gdzie pracował do końca życia.
Był autorem 34 patentów i 70 prac naukowych w dziedzinie chemii nieorganicznej, chemii rolnej, chemicznej przeróbki drewna i środków ochrony roślin. Zarejestrował m.in. patenty dotyczące otrzymywania octu drzewnego i uzyskiwania z niego stężonego kwasu octowego, a także pozyskiwania nikotyny z miału tytoniowego. W dziedzinie nawozów azotowych opracował metodę przerobu chlorków metali alkalicznych na azotany za pomocą kwasu azotowego. Był autorem mieszanki napędowej do silników zawierającej spirytus z dodatkiem eteru. 
Zorganizował Zakład Chemii Nieorganicznej. Opracował kurs chemii oraz ćwiczenia z chemii nieorganicznej dla studentów SGGW. 
Był mężem Zofii z Jendryjasów (1888–1967), ojcem Marii po mężu Zięborak (1920–1999), Stanisława Janusza (1922–1993) i Janusza (1926–2010). 
Zmarł na skutek wypadku na terenie uczelni. Pochowany na cmentarzu Powązkowskim w Warszawie (kwatera 149-3-1).

## Ordery i odznaczenia
- Złoty Krzyż Zasługi (11 listopada 1936)[4]

## Patenty (wybór)
- Walenty Dominik, Sposób otrzymywania katalizatorów, Opis patentowy Nr 8572 (25.09.1928)
- Walenty Dominik i Bolesław Przedpełski, Paliwo płynne do napędu silników spalinowych, Opis patentowy Nr 14696 (28.11.1931)
- Walenty Dominik, Sposób destylacji drewna, Opis patentowy Nr 25309 (7.10.1937)
- Walenty Dominik, Sposób otrzymywania stężonego kwasu octowego z surowego octu drzewnego, Opis patentowy Nr 26172 (08.04.1938)
- Walenty Dominik (autor patentu) i Polski Monopol Tytoniowy (właściciel patentu), Sposób wyosobniania wartościowych składników z miału tytoniowego, Opis patentowy Nr 27239 (03.11.1938)
- Walenty Dominik i Wspólnota Interesów Górniczo-Hutniczych SA, Sposób wytwarzania brykietów koksowych, Opis patentowy Nr 33209 (30.04.1946)